# Ethusa tenuipes
Ethusa tenuipes är en kräftdjursart som beskrevs av M. J. Rathbun 1897. Ethusa tenuipes ingår i släktet Ethusa och familjen Dorippidae. Inga underarter finns listade i Catalogue of Life.